# Ukrajina na Zimních olympijských hrách 2018
Ukrajinu na Zimních olympijských hrách 2018 v Pchjongčchangu reprezentovalo 33 sportovců (17 mužů a 16 žen) v 9 sportech.

## Medailisté
| Medaile | Jméno               | Sport                | Disciplína        |
| ------- | ------------------- | -------------------- | ----------------- |
| Zlato   | Oleksandr Abramenko | Akrobatické lyžování | Akrobatické skoky |